# Higham Gobion
Higham Gobion, est un hameau anglais du Central Bedfordshire.
Ce hameau se compose d'une église, d'une ferme, d'une petite industrie et d'une ou deux maisons. La seconde partie de son nom vient de la famille Gobion, qui résidait dans cette région après l'invasion normande de 1066. À un kilomètre au nord-est de l'église, se trouvent des terrassements et des étangs à poissons médiévaux. C'est tout ce qui reste aujourd'hui de l'important village médiéval déserté. Des fouilles dans le champ situé à l'est de l'ancien presbytère ont permis de mettre au jour des poteries romaines.
L'église anglicane dédiée à sainte Marguerite date d'environ 1300. Elle a été restaurée pendant la période victorienne. L'église fait partie du diocèse de Saint-Albans.